# Грил
У антици, Грилје био друг Одисејев. Кирка га је претворила у прасе. Уверавао је тада Одисеја да му је боље и пријатније тако живети него се излагати опасностима. Плутарх има о њему дијалог (Грил).